# てさぐれ!部活もの
『てさぐれ!部活もの』（てさぐれ ぶかつもの）は、ヤオヨロズ制作の日本のテレビアニメ作品。第1期が2013年10月から12月まで、第2期『てさぐれ!部活もの あんこーる』（てさぐれ ぶかつもの あんこーる）が2014年1月から3月までそれぞれ日本テレビにて15分枠で放送された。略称は『てさ部』。
第3期『てさぐれ!部活もの すぴんおふ プルプルんシャルムと遊ぼう』（てさぐれ ぶかつもの すぴんおふ プルプルんシャルムとあそぼう）が2015年4月より6月まで30分枠で放送された。略称は『てさプル』。

## 概要
『直球表題ロボットアニメ』（以下、『直球』と表記）監督の石舘光太郎と同プロデューサーの福原慶匡が再びタッグを組んで製作する、全編コンピュータグラフィックスによるアニメ作品。今作の3DCGソフトウェアはセルシェーダーに『CINEMA 4D』を、また『直球』でも使われた『MikuMikuDance』（MMD）も使用し、番組で使用されるMMD用オブジェクトデータを公式サイトにて配布する。第1期と第2期は『直球』と同じく15分枠放送。
『直球』同様、音声収録はプレスコ方式で実施。
内容はてさぐり部という「新しい部活動のあり方を考えるための部活」に所属する女子高生の会話劇で、毎回1つ（第11話のみ2つ）の既存の部活動にスポットをあて前半では「その部活のあるあるネタを語り合う」、後半は「その部活のイメージを共有した上で、そこで起こったら楽しいであろうアイデアを大喜利方式で発表し、実践する」というものである。大喜利は基本的に全員が発表するが回によっては1人だけというパターンがある。第2期では前半でのある台詞から小規模の大喜利が出るようになった。なお第2期の制作は第1期放送中に急遽決まった為、序盤では所謂「止め絵」が多く使われていた。
各話サブタイトルは、テロップ横やOP直後のカレンダーに表示される草花の花言葉に因む。次回予告は本編ではEDにテロップのみで実施。なお全話の予告からランダムに選ばれた一つを「気まぐれ次回予告」として日テレオンデマンドで本編終了後に配信している。
2014年12月に、事実上の第3期として講談社『月刊少年シリウス』連載中の4コマ漫画『みならい女神 プルプルんシャルム』とのコラボ作となる『すぴんおふ プルプルんシャルムと遊ぼう』が30分枠で放送されることが発表された。2015年4月から6月まで放送。1話中の流れとしてはアバンタイトルでてさぐり部・プルプルんシャルムの合同パートの後、プルプルんシャルムのパート（てさぐり部も顔を出す）→てさぐり部のパートの順で放映される。なお、この第3期放送中の同年5月20日付で監督の石ダテコー太郎が降板し、後任の監督代行として平間邦修が務めることになった。

## 登場キャラクター
部員の苗字は「日本の苗字ランキング上位5位」、名前は「2012年度新生児名前ランキング（女の子）で10位までに入ったもの」からそれぞれ付けられている。

### 「てさぐり部」部員
鈴木 結愛（すずき ゆあ）
声 - 西明日香
吉祥寺に所在する桃成（とうせい）高校の3年生で、てさぐり部の部長。ショートカットで茶色の髪に赤の髪留めをして、左の胸に部長の証のユズリハのバッジをしている。ポーランドからの帰国子女という設定だったはずなのだが、忘れ去られている。明るくリーダーシップと行動力に富む。生徒会副会長を務める他、多くの委員会活動を掛け持ちしているために融通が利くらしく、てさぐり部は正式な部でないにも関わらず体育館を自由に使えている。
第1期で卒業したが、葵が「歳を取らないパティーン」という設定に決めてしまったため、第2期・第3期でも登場する。
大喜利では下ネタに走りやすく、特にニプレスにこだわりを見せる。第2期第3話では「ニップレ鈴木」というあだ名をつけられてしまった。
佐藤 陽菜（さとう ひな）
声 - 明坂聡美
桃成高校3年生。てさぐり部の副部長で、結愛とは幼馴染。ロングで灰色の髪に、同系色でフウセンカズラの飾りのついたカチューシャをしている。落ち着いた知的な性格。他部員からは「ひーな」と呼ばれる。部員の中では一番の巨乳だが、大喜利では中の人の貧乳ネタで弄られる。その他、各人の中の人を意識したメタなネタなどを出す。
結愛と同じく、第1期で卒業したが第2期でも引き続き登場。第1期の映像にあったいくつかの不自然な点（カレンダーの各月の日数が現実と違うなど）は、第2期で矛盾が起きた場合に「第1期はパラレルである」と言い逃れるために陽菜が仕込んだものであることが第2期で明かされた。
第2期第4話の大喜利にて「美術部員なのに絵心を欠いている」と発表したのだが懇切丁寧に説明してもネタを理解してもらえないどころか「ケツをかいている」と下ネタにされ、「日テレなんだから笑点ぐらい見なさい!」と叫んだ。
第3期で時が巻き戻り、またしても登場。心春の夢であった他作品とのコラボをキッカケに、第3期を「スピンオフ」という事にしようと提案、「プルプルんシャルム」との縁を取り持つ。
高橋 葵（たかはし あおい）
声 - 荻野可鈴
桃成高校2年生。オレンジ色の髪を黄色い飾りのついたヘアゴムでピッグテールにしている。率直な性格でやや口が悪く、他の部活のことを話す際に「めんどくさい」「うざい」等ネガティブな表現を用いることが多い。
第2期では3年生となり部長に就任したが、結愛たちの再登場でヒラ部員に戻る。
大喜利ではよく駄洒落を使い、しばしば「ドヤ顔」を決める。
第3期で時が巻き戻った際、ある策を用い、心春に何をやってもいい「状況」を与える。
田中 心春（たなか こはる）
声 - 大橋彩香
桃成高校1年生。黒い髪をポニーテールにして、ピンクのリボンで結んでいる。他部員からは「こはるん」と呼ばれる。「高校では部活動をする」と決めたものの、何をやりたいか決められないままに「見るからにツッコミっぽい」という理由でてさぐり部に入れられる。
おばあちゃん子だったせいか、趣味がややレトロ風。
ツッコミ役として設定されていたが、大橋によると第1期第4話（1回目の収録）の時点でツッコミを放棄しボケ役に移行した。
第2期では副部長に就任したが、こちらも新入部員の立場に戻っている。
大喜利の意見発表時にはキラキラしたエフェクトがかかるほか、イケメンに甘い。第2期第2話で発した「ドンチキ」が原因で3話では「ドンチキ田中」と呼ばれてしまう。
第3期で葵から与えられた「何をやっても許される状況」を利用し、かねてからの夢であった他作品とのコラボを思い付く。第3期最終回の「MAJIてさぐりグランプリ」で優勝したことで「実は主演」となり、第3期は心春の見た夢ということになった。
渡辺 美桜（わたなべ みお）
声 - 水原薫
第2期第12話に登場（その前にも第8話で一瞬だけ顔出ししている）。結愛・陽菜の1学年先輩で、てさぐり部（当時は「青春模索部」）の先代部長。葵を部に勧誘した。第3期の第5話と第12話にも出演。
豪放な性格だが後輩への想いは強い。彼女を敬愛していた葵は彼女の卒業時に涙ながらに別れを惜しみ、ネクタイを餞別として受け取った。葵は2年生に進級後はそのネクタイを絞めており、他のてさぐり部部員がリボンタイプのネクタイなのに葵だけ棒ネクタイなのはこれが理由である。

### その他
園田 萌舞子（そのた もぶこ）
声 - 上田麗奈
桃成高校3年生。18人姉妹の長女。
萌舞子と妹達は全員がピンク髪で目に大きなハイライトが入るという同じ姿（声は全て上田の兼役）となっており、モブキャラクターとしててさぐり部の「部活動を楽しくする新しい試み」のお手伝い役を務める。メインキャラと異なり表情変化のレイヤーが用意されていないので、発語の際にも口は動かない。
第1期第11話では萌舞子他6名の姉妹がてさぐり部の論議に参加している。
第2期ではてさぐり部が体育館にあまり来ない為、姉妹たちだけで部活のようなことをしているのが多い。第11話では再び萌舞子他6名の姉妹がてさぐり部の論議に参加し、4名が途中で入退場している。
第3期では次回予告に妹たちと共に登場。第3期第5話で本編大喜利にも出演。
葉月先生（はづきせんせい）
声 - 上田麗奈
第2期第11話に登場。桃成高校の教諭。30歳目前で独身だが、ガチ百合。
第3期第7・8話ではナレーション役で登場した。
笛吹太郎
声 - 石ダテコー太郎
第1期第10話・第3期第12話登場。「MAJIてさぐりグランプリ」での美桜のアシスタント。常に心春のリコーダーを持っており、初めの方はどもって話していた。

### 『プルプルんシャルム』のキャラクター
本作では「下校途中の喫茶店」での会話劇を繰り広げ、てさぐり部はそれを外から見ているという構図になっている。
有栖川 凛（ありすがわ りん）
声 - 三上枝織
十六夜 花音（いざよい かのん）
声 - 大久保瑠美
宇佐美 陽菜（うさみ ひな）
声 - 小松未可子
本作ではてさぐり部の陽菜と同じ名前の為、「ひなちゃん」と呼ばれる。
円城寺 結衣（えんじょうじ ゆい）
声 - 高森奈津美
小此木 友美（おこのぎ ともみ）
声 - 上坂すみれ
なお、上記の5名は文化放送のインターネットラジオ「超!A&G+」で放送されていた『A&G NEXT GENERATION Lady Go!!』各曜日担当パーソナリティーでもある。

## スタッフ
- 原案・監督 - 石舘光太郎（第1期） → 石ダテ コー太郎（第2期・第3期）（監督は第3期 第7話まで[6]）
- 監督代行 - 平間邦修（第3期 第8話 - ）[6]
- 共同原作（第3期）
  - 『てさぐれ!部活もの』
    - 原作 - てさぐれ!製作委員会

  - 『みならい女神 プルプルんシャルム』（講談社『月刊少年シリウス』連載）
    - 原作 - ジコウリュウ
    - 作画 - キダニエル
- プロデューサー
  - 第1期・第2期 - 植野浩之、佐々木まりな、吉尾宗太、寺井禎浩
  - 第3期 - 稲毛弘之、佐々木まりな、池田慎一、高橋亜弥
- スーパーバイザー - cort
- 構成 - 石舘光太郎（第1期） → 石ダテ コー太郎（第2期・第3期）
- 脚本
  - 第1期・第2期 - 石舘光太郎（第2期は石ダテ コー太郎）、山口正武、高橋聡之
  - 第3期 - 石ダテ コー太郎、山口正武、高橋聡之、平間邦修
- 演出補 - 平間邦修（第3期）
- キャラクターデザイン - 毛玉伍長（第1・2期、第3期「てさぐれ」担当）、マルイノ（第3期「プルプルんシャルム」担当）
- メインアニメーター - 和菜、鈴木愛（第1・2期）
- チーフアニメーター - 清田みちよ、原田優（第3期）
- キャラクターモデリング - 山田裕城
- 背景モデリングイラスト - 平安
- 背景美術 - ゆっこ
- 美術監督 - 相沢諒（第3期）
- 撮影監督 - 大久保潤一（第3期）
- スタッフコーディネイター - ポンポコP、小野瀬幸一（第2期）
- 音楽 - 井上純一
- 音楽プロデューサー - 田中宏太郎（第1・2期）、渡辺一博（第3期）
- 音楽制作 - バップ
- 音響プロデューサー - 中野徹
- 制作（第1・2期） - 森實陽三（第1期）→福士睦（第2期）、船越雅史、岡本東郎
- 企画（第3期） - 田村徹、田村学、寺井禎浩
- アソシエイトプロデューサー（第1・2期） - 鶴岡祐将（第3期では協力としてクレジット）
- アニメーションプロデューサー - 福原慶匡
- 助監督 - 清田みちよ（第2期）
- アニメーション監督 - たつき
- 制作 - ヤオヨロズ[12]
- 制作協力 - 吉祥寺トロン（第1・2期）、irodori（全シリーズ）
- 製作著作 - てさぐれ!製作委員会（日テレ、vap、ジャストプロ、J.P ROOM）

## 主題歌
特記以外は全作詞・全作曲 - 井上純一 / 全編曲 - Hajime（from LiLi）。
オープニングテーマ
「Stand Up!!!!」（第1期・第2期）
歌 - 鈴木結愛（西明日香）、佐藤陽菜（明坂聡美）、高橋葵（荻野可鈴）、田中心春（大橋彩香）
歌詞でOP映像の説明を行なうなどのメタフィクション要素を取り入れている。第1期第12話は使用せず。
第2期では歌詞が2番のものになり、冒頭のセリフが毎回変えられている。第1話ではEDで使用。第12話では使用せず。
「やっぱりStand Up!!!!!」（第3期）
歌 - 有栖川凛（三上枝織）、十六夜花音（大久保瑠美）、宇佐美陽菜（小松未可子）、円城寺結衣（高森奈津美）、小此木友美（上坂すみれ）
曲自体は「Stand Up!!!!」と同一。この曲でも冒頭のセリフは回ごとに入れ替わる。
エンディングテーマ
「12ヶ月」（第1期）
歌 - 鈴木結愛（西明日香）、佐藤陽菜（明坂聡美）、高橋葵（荻野可鈴）、田中心春（大橋彩香）
1話ごとに、てさぐり部のダンスの動きを増やしている。第7話より歌詞が2番のものになった。第12話は最後のサビ（2回繰り返し）の特別仕様。
「それぞれの12ヶ月」（第2期・第2話 - 第5話）
歌 - 鈴木結愛（西明日香、第2話）、佐藤陽菜（明坂聡美、第3話）、高橋葵（荻野可鈴、第4話）、田中心春（大橋彩香、第5話）
曲自体は「12ヶ月」と同一。歌い手によっては通常よりキーを下げたものを使う場合がある。
「心春日和」（第2期・第6話）
歌 - 田中心春（大橋彩香）
「ひらめいチャッチャ!」（第2期・第7話）
歌 - 鈴木結愛（西明日香）
「てさぐり部部歌」（第2期・第8話）
歌 - 鈴木結愛（西明日香）、佐藤陽菜（明坂聡美）、高橋葵（荻野可鈴）、田中心春（大橋彩香）
この曲では演奏時のてさぐり部のモーションキャプチャにLiLiのメンバーが協力しており、エンディングでクレジットされている。
「フウセンカズラ」（第2期・第9話）
歌 - 佐藤陽菜（明坂聡美）
「Call Me "Lazy"」（第2期・第10話）
歌 - 高橋葵（荻野可鈴）
「とりかえっこ」（第2期・第11話）
歌 - 園田萌舞子（上田麗奈）
「ちゃんとStand Up!!!!」（第2期・第12話）
歌 - 鈴木結愛（西明日香）、佐藤陽菜（明坂聡美）、高橋葵（荻野可鈴）、田中心春（大橋彩香）
曲自体は「Stand Up!!!!」と同一。この曲ではメタフィクション要素はなく、文字通り「ちゃんとした」歌詞になっている。
「色彩crossroad」（第3期・第1-3、5、11、12話）
歌 - てさプルん♪[鈴木結愛（西明日香）、佐藤陽菜（明坂聡美）、高橋葵（荻野可鈴）、田中心春（大橋彩香）、園田萌舞子（上田麗奈）、有栖川凛（三上枝織）、十六夜花音（大久保瑠美）、宇佐美陽菜（小松未可子）、円城寺結衣（高森奈津美）、小此木友美（上坂すみれ）]
「桃成高校 校歌」（第3期・第4話）
作詞 - てさぐり部 /  作曲 - Hajime（from LiLi） / 歌 - 鈴木結愛（西明日香）、佐藤陽菜（明坂聡美）、高橋葵（荻野可鈴）、田中心春（大橋彩香）
「校歌をリニューアルする」名目であらかじめ用意されたメロディーに、てさぐり部が劇中で作った歌詞を使用している。
第3期コラボキャラソンエンディング
（『てさプル!歌もの』に全て収録されている）
「Red Hot Happy Days!」（第3期・第6話）
歌 - 鈴木結愛（西明日香）、有栖川凛（三上枝織）
「青と黄色のあまのじゃく」（第3期・第7話）
歌 - 佐藤陽菜（明坂聡美）、十六夜花音（大久保瑠美）
「キラキラBaby×Baby」（第3期・第8話）
歌 - 高橋葵（荻野可鈴）、宇佐美陽菜（小松未可子）
「桃色友達認定」（第3期・第9話）
歌 - 園田萌舞子（上田麗奈）、小此木友美（上坂すみれ）
「グリーン妄想モンスター」（第3期・第10話）
歌 - 田中心春（大橋彩香）、円城寺結衣（高森奈津美）
劇中歌
「てさぐりミュージカル」（第3期・第2話）
歌 - 鈴木結愛（西明日香）、佐藤陽菜（明坂聡美）、高橋葵（荻野可鈴）、田中心春（大橋彩香）、園田萌舞葉（上田麗奈）、園田萌舞婆（上田麗奈）
- アニメ『てさぐれ!部活もの』第11話より「くたぱんのアバン（ホ長調）」
- アニメ『てさぐれ!部活もの』第8話より「テニス部の部活あるある（変ホ長調）」
- アニメ『てさぐれ!部活もの』第7話より「新聞部のアニメあるある（ホ長調）」
- アニメ『てさぐれ!部活もの あんこーる』第4話より「悲しい大喜利〜ゆとり〜（ト短調）」
- アニメ『てさぐれ!部活もの あんこーる』第7話より「笑顔の大喜利〜2つの宝玉〜（ホ長調）」

## 各話リスト
| 話数             | サブタイトル                         | 花 | 取り上げた部活動 |
| 第1期            | 第1期                                | 第1期 | 第1期 |
| ---------------- | ------------------------------------ | --- | --- |
| 第1話            | 歓迎                                 | フジ | 野球部 |
| 第2話            | 純粋な愛情                           | カーネーション | サッカー部 |
| 第3話            | 移り気                               | アジサイ | 将棋部 |
| 第4話            | 威厳                                 | ユリ | 茶道部 |
| 第5話            | 憧れ                                 | ヒマワリ | 自転車部 |
| 第6話            | 淋しい愛情                           | リンドウ | 吹奏楽部 |
| 第7話            | 乙女の真心                           | コスモス | 新聞部 |
| 第8話            | 理想の愛                             | ツバキ | テニス部 |
| 第9話            | 内気                                 | シクラメン | 演劇部 |
| 第10話           | エゴイズム                           | スイセン | 日常系の部活 |
| 第11話           | 恋占い                               | マーガレット | 天文・チアリーディング部 |
| 第12話           | 心の美                               | サクラ | 新しいてさぐり部 |
| 第2期            |                                      | | |
| あんこーる第1話  | 決して離れない                       | フジ | 第1期の総集編 |
| あんこーる第2話  | あらゆる試練に耐えた誠実             | カーネーション | バスケ部 |
| あんこーる第3話  | あなたは美しいが冷淡だ               | アジサイ | 柔道部 |
| あんこーる第4話  | あなたは偽れない                     | ユリ | 美術部 |
| あんこーる第5話  | 私はあなただけを見つめる             | ヒマワリ | バレー部 |
| あんこーる第6話  | 悲しんでいるときのあなたが好き       | リンドウ | 放送部 |
| あんこーる第7話  | 美的調和                             | コスモス | ラグビー部 |
| あんこーる第8話  | 完璧な魅力                           | ツバキ | 文化祭（軽音楽部の代役でステージ出演）                                                                                                  |
| あんこーる第9話  | 猜疑心                               | シクラメン | クイズ研究会 |
| あんこーる第10話 | うぬぼれ                             | スイセン | 体育祭 |
| あんこーる第11話 | 秘めた愛                             | マーガレット | 剣道部 落語研究会 |
| あんこーる第12話 | 優美な女性                           | サクラ | 遊園地同好会 |
| 第3期            |                                      | | |
| 話数             | サブタイトル                         | アドリブパートのテーマ | アドリブパートのテーマ |
| こらぼ#1         | 女性型戦闘ロボとひとコマ漫画で遊ぼう | 新しい女性型戦闘ロボットを考えてみよう 新しい日常系ひとコマ漫画を考えてみよう                                                           | 新しい女性型戦闘ロボットを考えてみよう 新しい日常系ひとコマ漫画を考えてみよう                                                           |
| こらぼ#2         | 体操部とミュージカルで遊ぼう         | 新しい体操部を考えてみよう | 新しい体操部を考えてみよう |
| こらぼ#3         | 面接と卓球部で遊ぼう                 | 新しい面接方法を考えてみよう 新しい卓球を考えてみよう（卓球場での卓球の模様を放送）                                                     | 新しい面接方法を考えてみよう 新しい卓球を考えてみよう（卓球場での卓球の模様を放送）                                                     |
| こらぼ#4         | 別荘と校歌で遊ぼう                   | 新しい別荘を考えてみよう 新しい校歌について考えてみよう                                                                                 | 新しい別荘を考えてみよう 新しい校歌について考えてみよう                                                                                 |
| こらぼ#5         | 遠足とお化け屋敷で遊ぼう             | 新しい遠足を考えてみよう 新しいお化け屋敷を考えてみよう（動物園（遊園地）でのお化け屋敷ロケの模様を放送）                               | 新しい遠足を考えてみよう 新しいお化け屋敷を考えてみよう（動物園（遊園地）でのお化け屋敷ロケの模様を放送）                               |
| こらぼ#6         | 歯医者と観覧車で遊ぼう               | 新しい歯医者さんを考えてみよう 新しい観覧車を考えてみよう（動物園（遊園地）での観覧車ロケの模様を放送）                                 | 新しい歯医者さんを考えてみよう 新しい観覧車を考えてみよう（動物園（遊園地）での観覧車ロケの模様を放送）                                 |
| こらぽ#7         | 人狼と百合で遊ぼう①                  | テーマなし （友美以外の出演者による「百合狼ゲーム」を実施）                                                                             | テーマなし （友美以外の出演者による「百合狼ゲーム」を実施）                                                                             |
| こらぼ#8         | 人狼と百合で遊ぼう②                  | テーマなし （「百合狼ゲーム」の後半部分と、放送未採用音源のダイジェストを放送）                                                         | テーマなし （「百合狼ゲーム」の後半部分と、放送未採用音源のダイジェストを放送）                                                         |
| こらぼ#9         | 映画館と動物園で遊ぼう               | 新しい映画館を考えてみよう 新しい動物園を考えてみよう（動物園ロケの模様を放送。大喜利はあおい・友美の2名で実施）                        | 新しい映画館を考えてみよう 新しい動物園を考えてみよう（動物園ロケの模様を放送。大喜利はあおい・友美の2名で実施）                        |
| こらぼ#10        | 美容院と川柳で遊ぼう                 | 新しい美容院を考えてみよう 新しい川柳を考えてみよう（動物園（ひよこ小屋）ロケの模様と、花音・陽菜を交えての「てさぐりカード川柳」実施） | 新しい美容院を考えてみよう 新しい川柳を考えてみよう（動物園（ひよこ小屋）ロケの模様と、花音・陽菜を交えての「てさぐりカード川柳」実施） |
| こらぼ#11        | 今までの映像で遊ぼう                 | 指定されたお題で再アフレコした、総集編を放送。                                                                                          | 指定されたお題で再アフレコした、総集編を放送。                                                                                          |
| こらぼ#12        | MAJIてさぐりグランプリで遊ぼう       | 第1回MAJIてさぐりグランプリ（ひーな以外のメンバーによる、大喜利大会）                                                                   | 第1回MAJIてさぐりグランプリ（ひーな以外のメンバーによる、大喜利大会）                                                                   |

## 放送局
| 放送地域   | 放送局     | 放送期間                 | 放送日時                                | 放送系列       | 備考                                                      |
| 第1期      | 第1期      | 第1期                    | 第1期                                   | 第1期          | 第1期                                                     |
| ---------- | ---------- | ------------------------ | --------------------------------------- | -------------- | --------------------------------------------------------- |
| 関東広域圏 | 日本テレビ | 2013年10月6日 - 12月29日 | 日曜 2:20 - 2:35 （土曜 26:20 - 26:35） | 日本テレビ系列 | 製作委員会参加 12月15日・22日は休止 12月29日は2話連続放送 |
| 第2期      |            |                          |                                         |                |                                                           |
| 関東広域圏 | 日本テレビ | 2014年1月12日 - 3月30日  | 日曜 3:15 - 3:30 （土曜 27:15 - 27:30） | 日本テレビ系列 | 製作委員会参加                                            |
| 第3期      |            |                          |                                         |                |                                                           |
| 関東広域圏 | 日本テレビ | 2015年4月5日 - 6月28日   | 日曜 1:55 - 2:25 （土曜 25:55 - 26:25） | 日本テレビ系列 | 製作委員会参加                                            |

ネット配信
| 配信サイト         | 配信期間                                           | 配信時間                                                                        | 備考 |       |       |
| 第1期              | 第1期                                              | 第1期                                                                           | 第1期 | 第1期 | 第1期 |
| ------------------ | -------------------------------------------------- | ------------------------------------------------------------------------------- | --- | ----- | ----- |
| ニコニコ生放送     | 2013年10月6日 - 11月10日 2013年11月18日 - 12月30日 | 日曜 2:20 - 2:35 （土曜 26:20 - 26:35） 月曜 0:30 - 0:45 （日曜 24:30 - 24:45） | 終了後、出演声優によるラジオコーナー『てさぐれ!ラジオもの』を同時配信（第2期以降も同様） 最新話放送前、放送済み全話のリピート配信あり                                                                              |       |       |
| 日テレオンデマンド | 2013年10月6日 - 12月29日                           | 日曜 本放送終了後配信                                                           | 最新話1週間無料 『てさぐれ!ラジオもの』も放送終了後にアーカイブ配信（ラジオは全話無料配信、第2期以降も同様） 2013年12月2日 - 12月31日は出演声優による第1話の初見コメンタリー付動画を無料配信 12月28日は2話同時更新 |       |       |
| ニコニコチャンネル | 2013年10月6日 - 12月29日                           | 日曜 本放送終了後配信                                                           | 有料配信 日テレオンデマンドと同じく、初見コメンタリー付き動画を配信 2015年2月3日に『てさぐれ!ラジオもの』第1期分を無料配信                                                                                         |       |       |
| バンダイチャンネル | 2013年10月11日 - 2014年1月3日                      | 金曜 12:00 更新                                                                 | 1月3日は2話同時更新 |       |       |
| dアニメストア      | 2013年10月11日 - 2014年1月3日                      | 金曜 12:00 更新                                                                 | 1月3日は2話同時更新 |       |       |
| 第2期              |                                                    |                                                                                 | |       |       |
| 日テレオンデマンド | 2014年1月12日 - 3月30日                            | 日曜（土曜深夜） 本放送終了後更新                                               | 最新話1週間無料 |       |       |
| ニコニコチャンネル | 2014年1月12日 - 3月30日                            | 日曜 9:00 更新                                                                  | 最新話1週間無料 日テレオンデマンド同様、『てさぐれ!ラジオもの』を同時配信（第3期も同様） |       |       |
| ニコニコ生放送     | 2014年1月13日 - 3月31日                            | 月曜 0:00 - 0:30 （日曜 24:00 - 24:15）                                         | 地上波での最新話放送前、放送済み全話のリピート配信あり |       |       |
| バンダイチャンネル | 2014年1月17日 - 4月4日                             | 金曜 12:00 更新                                                                 | |       |       |
| dアニメストア      | 2014年1月24日 - 4月4日                             | 隔週金曜 12:00 更新                                                             | 見放題サービス利用者は全話見放題 1回の更新につき2話ずつ配信 |       |       |
| 第3期              |                                                    |                                                                                 | |       |       |
| 日テレオンデマンド | 2015年4月5日 - 6月28日                             | 日曜 0:00（土曜 24:00）更新                                                     | 先行配信 |       |       |
| ニコニコ生放送     | 2015年4月5日 - 6月28日                             | 日曜 2:30 - 3:00 （土曜 26:30 - 27:00）                                         | 日本テレビの放送時間により配信時間に変動あり 日曜 0:30 - 1:00（土曜24:30 - 25:00）に前回分のリピート配信あり |       |       |
| ニコニコチャンネル | 2015年4月5日 - 6月28日                             | 日曜 3:00（土曜 27:00）更新                                                     | 第2話以降有料 日本テレビの放送時間により配信時間に変動あり |       |       |
| バンダイチャンネル | 2015年4月6日 - 6月22日                             | 月曜 12:00 更新                                                                 | 見放題サービス利用者は全話見放題 |       |       |
| dアニメストア      | 2015年4月6日 - 6月22日                             | 月曜 12:00 更新                                                                 | 見放題サービス利用者は全話見放題 |       |       |

## きまぐれ!次回予告
第1・2期の本編終了後に配信される約3分ほどの音声コンテンツ。「次回」と銘打っているが何話の予告が配信されるかはランダム。
| 話数                       | 予告                                                                          | 公開日                     | 扉の貼紙                   |
| 第1期『きまぐれ!次回予告』 | 第1期『きまぐれ!次回予告』                                                    | 第1期『きまぐれ!次回予告』 | 第1期『きまぐれ!次回予告』 |
| -------------------------- | ----------------------------------------------------------------------------- | -------------------------- | -------------------------- |
| 第1回                      | 第9話「内気」                                                                 | 2013年10月9日              | いろいろ模索中部           |
| 第2回                      | 第7話「乙女の真心」                                                           | 2013年10月18日             | （｀・ω・´）部             |
| 第3回                      | 第10話「エゴイズム」                                                          | 2013年10月22日             | 大人の階段昇り部           |
| 第4回                      | 第3話「移り気」                                                               | 2013年10月29日             | 団体名未定部               |
| 第5回                      | 第5話「憧れ」                                                                 | 2013年11月5日              | ○○○○部                     |
| 第6回                      | 第6話「淋しい愛情」                                                           | 2013年11月12日             | ◎※☆△部                     |
| 第7回                      | 第12話「心の美」                                                              | 2013年11月20日             | てさぐり部                 |
| 第8回                      | 第4話「威厳」                                                                 | 2013年11月26日             | ななし部                   |
| 第9回                      | 第8話「理想の愛」                                                             | 2013年12月4日              | ばぶば部                   |
| 第10回                     | 第11話「恋占い」                                                              | 2013年12月12日             | 青春模索部                 |
| 第11回                     | 第2話「純粋な愛情」                                                           | 2013年12月24日             | ああああ部                 |
| 第2期『きまぐれ!予告もの』 |                                                                               |                            |                            |
| 第1回                      | 第8話「完璧な魅力」                                                           | 2014年1月13日              | -                          |
| 第2回                      | 第6話「悲しんでいる時のあなたが好き」                                         | 2014年1月19日              | -                          |
| 第3回                      | 第7話「美的調和」                                                             | 2014年1月26日              | -                          |
| 第4回                      | 第5話「私はあなただけを見つめる」                                             | 2014年2月2日               | -                          |
| 第5回                      | 第4話「あなたは侮れない」                                                     | 2014年2月9日               | -                          |
| 第6回                      | 第12話「最近、新入部員の様子がちょっとおかしいのだが（へごちょ）→優美な女性」 | 2014年2月16日              | -                          |
| 第7回                      | 第3話「あなたは美しいが冷淡だ」                                               | 2014年2月23日              | -                          |
| 第8回                      | 第10話「うぬぼれ」                                                            | 2014年3月2日               | -                          |
| 第9回                      | 第11話「秘めた愛」                                                            | 2014年3月9日               | -                          |
| 第10回                     | 第9話「猜疑心」                                                               | 2014年3月16日              | -                          |
| 第11回                     | 第2話「あらゆる試練に耐えた誠実」                                             | 2014年3月23日              | -                          |

## Webラジオ
『てさぐれ!ラジオもの』は、2013年10月5日から2014年3月29日までと2015年4月4日から6月27日（『てさぐれ!ラジオもの すぴんおふ』）まで、日テレオンデマンドおよびニコニコ生放送で配信していたWebラジオ。全36回。
パーソナリティ（キャラクター名義で出演）
- 鈴木結愛 - cv.西明日香
- 佐藤陽菜 - cv.明坂聡美
- 高橋葵 - cv.荻野可鈴
- 田中心春 - cv.大橋彩香
- 園田萌舞子、園田姉妹 - cv.上田麗奈（第11回、第20回、すぴんおふ第7回〈第31回〉）

以下は、すぴんおふ回（第25回）からの追加メンバー
- 有栖川凛 - cv.三上枝織（すぴんおふ第2回〈第26回〉、第4回〈第28回〉）
- 十六夜花音 - cv.大久保瑠美（すぴんおふ第1回〈第25回〉、第8回〈第32回〉）
- 宇佐美陽菜 - cv.小松未可子（すぴんおふ第10回〈第34回〉、第12回〈第36回〉）
- 円城寺結衣 - cv.高森奈津美（すぴんおふ第3回〈第27回〉）
- 小此木友美 - cv.上坂すみれ（すぴんおふ第9回〈第33回〉）
- 渡辺美桜 - cv.水原薫（すぴんおふ第8回〈第32回〉）

## 関連商品

### Blu-ray / DVD
| 巻 | 発売日         | 収録話         | 規格品番   | 規格品番   |
| 巻 | 発売日         | 収録話         | BD         | DVD        |
| -- | -------------- | -------------- | ---------- | ---------- |
| 1  | 2013年12月25日 | 第1話 - 第4話  | VPXY-71282 | VPBY-13851 |
| 2  | 2014年1月29日  | 第5話 - 第8話  | VPXY-71283 | VPBY-13852 |
| 3  | 2014年2月26日  | 第9話 - 第12話 | VPXY-71284 | VPBY-13853 |

| 巻 | 発売日        | 収録話         | 規格品番   | 規格品番   |
| 巻 | 発売日        | 収録話         | BD         | DVD        |
| -- | ------------- | -------------- | ---------- | ---------- |
| 1  | 2014年4月23日 | 第1話 - 第4話  | VPXY-71304 | VPBY-13884 |
| 2  | 2014年5月21日 | 第5話 - 第8話  | VPXY-71305 | VPBY-13885 |
| 3  | 2014年6月18日 | 第9話 - 第12話 | VPXY-71306 | VPBY-13886 |

| 巻 | 発売日        | 収録話                      | 規格品番   | 規格品番 |
| 巻 | 発売日        | 収録話                      | BD         | DVD      |
| -- | ------------- | --------------------------- | ---------- | -------- |
| 1  | 2015年3月18日 | 第1期 全12話 + 第2期 全12話 | VPXY-71375 | -        |

| 巻 | 発売日         | 収録話          | 規格品番   | 規格品番   |
| 巻 | 発売日         | 収録話          | BD         | DVD        |
| -- | -------------- | --------------- | ---------- | ---------- |
| 1  | 2015年6月24日  | 第1話 - 第2話   | VPXY-71381 | VPBY-14391 |
| 2  | 2015年7月22日  | 第3話 - 第4話   | VPXY-71382 | VPBY-14392 |
| 3  | 2015年8月26日  | 第5話 - 第6話   | VPXY-71383 | VPBY-14393 |
| 4  | 2015年9月16日  | 第7話 - 第8話   | VPXY-71384 | VPBY-14394 |
| 5  | 2015年10月21日 | 第9話 - 第10話  | VPXY-71385 | VPBY-14395 |
| 6  | 2015年11月25日 | 第11話 - 第12話 | VPXY-71386 | VPBY-14396 |

#### 備考
『あんこーる』では各巻にて通常のオーディオコメンタリーに加えて「お友達コメンタリー」も実施。出演声優にちなんだゲストを迎えている。
- 第1巻 - 西明日香×洲崎綾（ウェブラジオ「洲崎西」にて共演）
- 第2巻 - 明坂聡美×本多真梨子（アミュレート所属同士[注 11]）
- 第3巻 - 大橋彩香×大坪由佳（アニメ「GO!GO!575」にて共演）、荻野可鈴×志田友美（夢みるアドレセンスメンバー同士）

「おためしばん」は1枚のBDに全24話を収録している（ただし単巻版よりも1話あたりのビットレートは低い）。
- オーディオコメンタリーは各話1つのみ（再録）。
- 1〜24話を延々とループ再生する「ずっと!くりかえし再生」や各話をアットランダムに再生し続ける「きまぐれ!らんだむ再生」モードを搭載。

#### 番外編
2016年から不定期にDVD『てさぐれ!部活もの番外編 てさぐれ!旅もの』が発売されている。これは主演声優4名が旅先で、アニメの世界を再現した各コーナーを展開するという内容である。
| 弾 | 発売日        | 舞台                     | 規格品番   |
| -- | ------------- | ------------------------ | ---------- |
| 1  | 2016年2月17日 | 富士急ハイランド         | VPBF-14464 |
| 2  | 2016年10月5日 | 那須りんどう湖 LAKE VIEW | VPBF-14533 |
| 3  | 2018年3月21日 | 沖縄、五反田             | VPBF-14681 |
| 4  | 2020年2月19日 | 伊豆                     | VPBF-14900 |

### CD
| 発売日         | タイトル                                                          | 規格品番   |
| -------------- | ----------------------------------------------------------------- | ---------- |
| 2013年10月23日 | てさぐれ!部活もの関連楽曲集 てさぐれ!歌もの                       | VPCG-84951 |
| 2014年3月19日  | てさぐれ!部活もの あんこーる関連楽曲集 てさぐれ!歌もの あんこーる | VPCG-84968 |
| 2015年4月22日  | やっぱりStand Up!!!!!／色彩crossroad                              | VPCG-82328 |
| 2015年5月20日  | てさプル!歌もの                                                   | VPCG-84995 |

### 書籍
- 「てさぐれ! 部活もの 公式ファンブック てさぐれ! 本もの」竹書房、2014年1月2日発行、ISBN 978-4-8124-9834-7

後述の漫画版が書き下ろし付きで収録されている。

## ゲーム
ミラクルガールズフェスティバル
PS Vita用ゲームソフト。キャラクターの3DモーションとOP曲が収録された。
てさぐれ！ゲームもの
2017年10月リリース。iOS / Android用アプリゲーム。
新作アニメとミニゲームを収録。

## 漫画版
鈴音ことらの作画による漫画版が2013年10月30日より12月20日まで『まんがライフWIN』（竹書房）にて連載された。全3回。また第3期のコミカライズは『プルプルんシャルム』作者のキダニエルの作画でシリウスKCとして2015年8月7日に全1巻が発売された。